# Grzempach
Grzempach, Grzempy — кам'яний метеорит, що впав 3 вересня 1910 року в селі Гжемпи в Польщі.

## Обставини падіння
3 вересня 1910 року, близько 15:00 за місцевим часом, пан Бидолек, фермер із села Гжемпи, побачив падаючу вогнену кулю та почув сильний гуркіт, схожий на грім. Падаючий метеорит зрізав кілька гілок дерев і вкопався в землю. Коли метеорит відкопали, він ще був настільки гарячим, що його неможливо було втримати в руках. На місці падіння відчувався запах горілої сірки.
Метеорит був розміром з кулак, вагою 690 грамів, круглої форми. Був покритий світло-коричневим ореолом і мав ознаки відламу ще двох осколків. Один міг відірватися під час проходження крізь атмосферу, а другий — від удару об дерево чи землю. Решту фрагментів не знайдено.
Нині весь екземпляр метеорита Гжемпах можна побачити в колекції Геологічного музею в Кракові.